# Olieklier

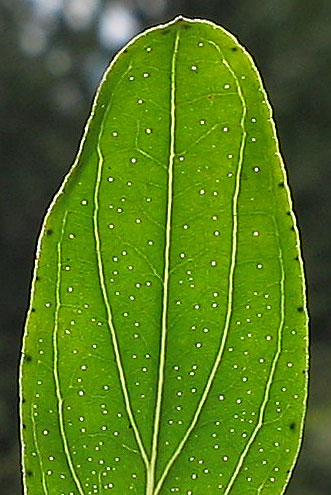
De schizolysigene olieklieren in de bladeren van het Sint-Janskruid

Een olieklier bij een plant is een intercellulaire holte gevuld met de door de klier afgescheiden stoffen.
Er wordt onderscheid gemaakt tussen:
- schizogene klieren
- schizolysigene klieren

Bij de schizogene klieren is de holte ontstaan door splijting van de celwanden. De afgescheiden stof wordt door de epitheelcellen in de holte afgezonderd. Een voorbeeld is te vinden in de bast bij klimop.
Bij de schizolysigene klieren wordt de holte gevormd doordat de wanden van de epitheelcellen oplossen. Een voorbeeld is te vinden in de schil bij citrusvruchten en in de bladeren van het Sint-Janskruid.